# Средња Гора (Удбина)
Средња Гора је насељено мјесто у Лици, у општини Удбина, Личко-сењска жупанија, Република Хрватска.

## Географија
Налази се на планинском ланцу Личком средогорју. Насеље је разбијеног типа, протеже се у дужини од преко 5 км. Средња Гора је удаљена 12 км југозападно од Удбине.

## Историја
У Средњој Гори је 1867. године записано 1330 православних Срба.
Средња Гора се од распада Југославије до августа 1995. године налазила у Републици Српској Крајини. До територијалне реорганизације у Хрватској насеље се налазило у саставу бивше велике општине Кореница.

## Култура
У Средњој Гори је сједиште истоимене парохије Српске православне цркве. Парохија припада Архијерејском намјесништву личком у саставу Епархије Горњокарловачке а чине је Средња Гора и Курјак. У Средњој Гори се налазе остаци храма Српске православне цркве Рођења Пресвете Богородице, саграђен 1871. године, а порушен и запаљен од усташа за вријеме Другог свјетског рата.
Слава села је Мала Госпојина, која се слави 21. септембра.

## Становништво
Према попису из 1991. године, насеље Средња Гора је имало 115 становника, међу којима је било 115 Срба. Према попису становништва из 2001. године, Средња Гора је имала 27 становника. Средња Гора је према попису из 2011. године имала 25 становника.
| Националност       | 1991. | 1981. | 1971. | 1961. |
| Срби               | 115   | 155   | 250   | 381   |
| Југословени        |       |       | 1     |       |
| Хрвати             |       |       | 1     | 2     |
| Муслимани          |       |       |       | 1     |
| остали и непознато |       | 1     | 4     |       |
| Укупно             | 115   | 156   | 256   | 384   |

| Демографија | Демографија | Демографија |
| Година      | Становника  | Становника  |
| ----------- | ----------- | ----------- |
| 1961.       | 384         |             |
| 1971.       | 256         |             |
| 1981.       | 156         |             |
| 1991.       | 115         |             |
| 2001.       | 27          |             |
| 2011.       |             | 25          |

### Презимена
Презимена у Средњој Гори су:
- Бањац
- Баста
- Грковић
- Ђукић
- Илић
- Кугић
- Матић
- Орловић
- Прибић
- Радаковић
- Цвјетићанин
- Чанковић

## Познате личности
- Милан Родић, предсједник Српске народне странке у Хрватској
- Душан Баста, фудбалер (пореклом)